# Gustave Zédé

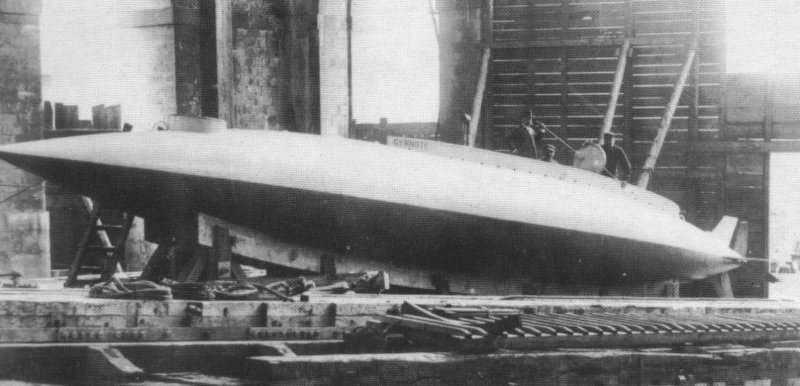
Gymnôte (1889).

Gustave Alexandre Zédé, född 15 februari 1825 i Paris, död där 26 april 1891, var en fransk ingenjör. 
Zédé var sedan 1877 en tid direktör inom mariningenjörstaten och konstruerade den första franska ubåten (1888), "Gymnôte".